# 稻香楼站
稻香楼位于中华人民共和国安徽省合肥市包河区芜湖路与金寨路交叉口地下，是合肥轨道交通5号线的地铁车站。工程站名芜湖路站、雨花塘站，于2022年12月26日开通。

## 车站结构
稻香楼站位于芜湖路与金寨路交叉口北侧，5号线车站沿金寨路南北向布置，为地下两层单柱双跨岛式站台，站台宽度12m，设5个出入口，2组风亭，1座冷却塔。